# أثر (إسلام)
الأثر مصطلح له عدة معاني لغوية، يمكن أن ترجع في مجملها إلى معنى واحد، وفي الفقه يقابل العين، فالعين هو المرئي والملموس، أما الأثر عند الفقهاء فالمقصود به مجرد حالة عرضية دون وجود لعين الشيء، كما يقصد به في كلمات بعض الفقهاء. ويراد به الأجزاء الصغيرة التي لا ترى عند آخرين.

## الأثر عند المحدثين
عند فقهاء خراسان سمي الموقوف(أ) بالأثر والمرفوع بالخبر. فقد قال أبو القاسم الفوراني: الفقهاء يقولون: الخبر ما يروى عن النبي ﷺ والأثر ما يروى عن الصحابة. وعند المحدثين كل هذا يسمى أثرا. «ومن هذا يسمى كثير من العلماء الكتاب الجامع لهذا وهذا(ب) بالسنن والآثار ككتابي السنن والآثار للطحاوي والبيهقي وغيرهما والله أعلم.» وقد قال محمد الصباغ بالقول الأخير: إذ يرى بأن الأثر والخبر لهما معنى واحد هو الحديث، لكنه أردف قائلا: بأن جملة من المعاصرين صاروا يفرقون بين اللفظين.

## الأثر عند الفقهاء
يقال: الأثر بقية الشيء ومن ذلك أن أم هانئ  ذكرت: «أن النبي ﷺ اغتسل هو وميمونة من إناء واحد في قصعة فيها أثر العجين» وهو ما دل على جواز التطهر بالماء إذا خالطه شيء طاهر يمكن الاحتراز منه
وكذا الأثر علامة الشيء ومن ذلك قول القاضي أبي الوليد «ومعنى ذلك في الدم دون أثره»
ويطلق كذلك على ما يترتب عن الشيء، فالفقهاء يعتبرون الأثر في العقد هو ما شرع العقد له، كانتقال الملكية في البيع، وحل الاستمتاع في النكاح.

## هوامش
أ: الموقوف: ما أضيف إلى الصحابي من قول أو فعل أو تقرير، سواء كان السند متصلاً أو منقطعاً.
ب: يقصد بهذا وهذا: ما روي عن النبي ﷺ وما روي عن الصحابة.